# 비비언 체루이요트
비비언 제프케모이 체루이요트(영어: Vivian Jepkemoi Cheruiyot, 1983년 9월 11일~)는 케냐의 육상 선수로 주 종목은 장거리와 마라톤이다. 올림픽에 4회 출전하여 2012년 하계 올림픽에서 5000m 은메달과 10000m 은메달을 획득했으며, 2016년 하계 올림픽에서 5000m 금메달과 10000m 은메달을 획득했다.